# Référendum de 2016 au Darfour
Un référendum sur le statut administratif du Darfour a lieu au Darfour du 11 au 13 avril 2016. Les votants doivent choisir s'ils veulent fusionner les cinq États actuels du Darfour (Darfour du Nord, Darfour-Occidental, Darfour-Central, Darfour du Sud et Darfour-Oriental) en une unique région du Darfour ou pas.

## Contexte

Carte du Soudan présentant la situation du Darfour lors de la constitution, en 2007, de l'Autorité régionale de transition du Darfour. Le Darfour était alors constitué de trois provinces : le Darfour du Nord (N), le Darfour-Occidental (O) et le Darfour du Sud (S).

De l'indépendance du Soudan en 1958 jusqu'en 1994, le Darfour constituait une province unique du Soudan.

## Question
Les électeurs doivent choisir entre la création d'une région du Darfour composée des cinq États actuels ou la conservation du statu quo. L'aspect démocratique du vote est mis en cause dès le premier jour de scrutin.

## Conséquences
L'accord de paix au Darfour prévoit deux scénarios possibles en conséquence du référendum.

### En cas de vote favorable à la formation d'une Région du Darfour

Le Darfour uni au sein du Soudan.

Si la majorité des votants se prononcent en faveur de la formation d'une région du Darfour, le Darfour deviendra un territoire semi-autonome et un gouvernement régional sera institué. Les cinq États actuels n'en formeront alors plus qu'un. L'Autorité régionale de transition du Darfour formera une commission constitutionnelle pour déterminer les compétences et la structure du gouvernement régional du Darfour. La constitution devra alors être approuvée par les assemblées législatives des cinq États du Darfour en session conjointe dans les trois mois suivants le référendum. Ce processus sera supervisé par le président de la République du Soudan, en l'occurrence le général Omar el-Béchir.

### En cas de vote favorable au maintien dustatu quo

Carte des États actuels du Soudan. Le Darfour est constitué des cinq États occidentaux : Darfour du Nord (N), Darfour-Occidental (O), Darfour-Central (C), Darfour du Sud (S) et Darfour-Oriental (E).

Si la majorité des votes sont en faveur du maintien du statu quo, les cinq États actuels seront maintenus. Khartoum aura un plus grand pouvoir sur le Darfour. L'Autorité régionale de transition du Darfour sera dissoute et ses compétences seront attribuées aux cinq États constituant le Darfour.

## Résultats
Ils sont annoncés le 23 avril 2016,:
| Option                      | Votes     | %     |
| --------------------------- | --------- | ----- |
| Un seul État                | 71 920    | 2,28  |
| Cinq États                  | 3 081 976 | 97,72 |
| Total exprimés              | 3 207 596 | 100   |
| Total inscrit/participation | 3 535 281 | 72,9  |
|                             |           |       |